# Итоговый турнир WTA 2014 — одиночный турнир
Серена Уильямс победительница турнира.

## Общая информация
Одиночный турнир собрал всех представителей элиты. Возглавила список участниц лидер мирового тенниса и чемпионка Финала тура двух последних лет Сереан Уильямс. Американка попала в красную группу, где её соперницами стали Симона Халеп (№ 4 посева), Эжени Бушар (№ 5) и Ана Иванович (№ 7). В состав белой группы вошли победительница турнира сезона 2004 года Мария Шарапова (№ 2), Петра Квитова (№ 3), Агнешка Радваньская (№ 6) и Каролина Возняцки (№ 8). Из красной группы в полуфинал смогли выйти Халем и Уильямс. Первое место в группе заняла румынская теннисистка. В белой группе первое место заняла самая низкая по рейтингу на турнире Каролина Возняцки, выигравшая все три матча. Вторую путевку в полуфинал завоевала Агнешка Радваньская, прошедшая по дополнительным показателям. У трёх спортсменок в этой группе был одинаковый баланс игр: по одной победе при двух поражениях.
В полуфинальных встречах представительницы красной группы оказались сильнее своих соперниц из белой. Серена Уильямс смогла в упорной борьбе в трёх сетах переиграть Каролину Возняцки, а Симона Халеп в двух сетах сломила сопротивление Агнешки Радваньской. В решающем матче за титул второй раз за турнир сразились Уильямс и Халеп. В отличие от матча в группе, где Халеп разгромила Уильямс, в финале сильнее оказалась американка, отдавшая сопернице всего три гейма. Серена в пятый раз в карьере и третий раз подряд выиграла итоговые соревнования. До этого она побеждала в 2001, 2009, 2012 и 2013 годах.

## Посев
1. Серена Уильямс (Титул)
2. Мария Шарапова (Группа)
3. Петра Квитова (Группа)
4. Симона Халеп (Финал)
5. Эжени Бушар (Группа)
6. Агнешка Радваньская (Полуфинал)
7. Ана Иванович (Группа)
8. Каролина Возняцки (Полуфинал)

## Запасные
1. Анжелика Кербер (Не использована)
2. Екатерина Макарова(Не использована)

## Ход турнира

### Используемые сокращения
- Q (англ. qualifier, дословно — квалифицировавшийся) — победитель квалификационного турнира.
- WC (англ. wild card, уайлд-кард) — специальное приглашение от организаторов.
- LD (англ. last direct acceptance, последний прямой допуск) — игрок, находящийся последним в списке участников, попадающих напрямую в основную сетку.
- LL (англ. lucky loser, лаки-лузер) — игрок с наивысшим рейтингом из проигравших в финальном раунде квалификации, приглашённый в качестве замены поздно снявшегося игрока основной сетки.
- Rt (англ. retired, дословно — снявшийся) — отказ игрока от продолжения игры по ходу матча.
- W/O (англ. walkover, дословно — проход) — выигрыш на невыходе соперника на игру.
- SE (англ. special exempt) — специальный допуск. Используется для игроков, которые удачно сыграли на неделе, предшествовавшей турниру, и потому не могли участвовать в квалификации.
- SR (англ. special rating) — специальный рейтинг. Даётся игроку, получившему травму и выбывшему из тура не менее чем на 6 месяцев и до двух лет. В этом случае его рейтинг на время лечения травмы «замораживается» и затем после возвращения, он имеет право заявляться на несколько турниров (определяется регламентом тура), чтобы попадать на турниры своего уровня.
- PR (англ. protected ranking, дословно — защищённый рейтинг). Используется для допуска в турнир игроков, пропустивших долгое время из-за травмы и опустившихся в рейтинге.
- ALT (англ. alternate) — альтернативный игрок в сетке (замена кого-то из поздно снявшихся с турнира).
- S (англ. suspended, дословно — отложен) — матч приостановлен из-за дождя или темноты.
- D (англ. defaulted) — один из спортсменов снят с турнира за неспортивное поведение.

### Финальные раунды
|  | Полуфиналы | Полуфиналы          | Полуфиналы          | Полуфиналы          | Полуфиналы          | Полуфиналы          | Полуфиналы          | Полуфиналы | Полуфиналы | Полуфиналы |   |              | Финал        | Финал          | Финал          | Финал          | Финал          | Финал          | Финал          | Финал | Финал | Финал |
|  |            |                     |                     |                     |                     |                     |                     |            |            |            |   |              |              |                |                |                |                |                |                |       |       |       |
|  | 4          | Симона Халеп        | Симона Халеп        | Симона Халеп        | Симона Халеп        | Симона Халеп        | Симона Халеп        | 6          | 6          |            |   |              |              |                |                |                |                |                |                |       |       |       |
|  | 4          | Симона Халеп        | Симона Халеп        | Симона Халеп        | Симона Халеп        | Симона Халеп        | Симона Халеп        | 6          | 6          |            |   |              |              |                |                |                |                |                |                |       |       |       |
|  | 6          | Агнешка Радваньская | Агнешка Радваньская | Агнешка Радваньская | Агнешка Радваньская | Агнешка Радваньская | Агнешка Радваньская | 2          | 2          |            |   |              |              |                |                |                |                |                |                |       |       |       |
|  |            |                     |                     |                     |                     |                     |                     |            |            |            | 4 | Симона Халеп | Симона Халеп | Симона Халеп   | Симона Халеп   | Симона Халеп   | Симона Халеп   | 3              | 0              |       |       |       |
|  |            |                     |                     |                     |                     |                     |                     |            |            |            | 4 | Симона Халеп | Симона Халеп | Симона Халеп   | Симона Халеп   | Симона Халеп   | Симона Халеп   | 3              | 0              |       |       |       |
|  |            |                     |                     |                     |                     |                     |                     |            |            |            |   |              | 1            | Серена Уильямс | Серена Уильямс | Серена Уильямс | Серена Уильямс | Серена Уильямс | Серена Уильямс | 6     | 6     |       |
|  | 8          | Каролина Возняцки   | Каролина Возняцки   | Каролина Возняцки   | Каролина Возняцки   | Каролина Возняцки   | Каролина Возняцки   | 6          | 3          | 6          |   |              | 1            | Серена Уильямс | Серена Уильямс | Серена Уильямс | Серена Уильямс | Серена Уильямс | Серена Уильямс | 6     | 6     |       |
|  | 8          | Каролина Возняцки   | Каролина Возняцки   | Каролина Возняцки   | Каролина Возняцки   | Каролина Возняцки   | Каролина Возняцки   | 6          | 3          | 6          |   |              |              |                |                |                |                |                |                |       |       |       |
|  | 1          | Серена Уильямс      | Серена Уильямс      | Серена Уильямс      | Серена Уильямс      | Серена Уильямс      | Серена Уильямс      | 2          | 6          | 7          |   |              |              |                |                |                |                |                |                |       |       |       |
|  | 1          | Серена Уильямс      | Серена Уильямс      | Серена Уильямс      | Серена Уильямс      | Серена Уильямс      | Серена Уильямс      | 2          | 6          | 7          |   |              |              |                |                |                |                |                |                |       |       |       |
|  |            |                     |                     |                     |                     |                     |                     |            |            |            |   |              |              |                |                |                |                |                |                |       |       |       |

### Групповой раунд
Золотистым выделены игроки, вышедшие в полуфинал.

#### Красная группа
| Посев | Теннисистка    | Уильямс  | Халеп            | Бушар    | Иванович         | Матчи | Сеты | Геймы | Место |
| ----- | -------------- | -------- | ---------------- | -------- | ---------------- | ----- | ---- | ----- | ----- |
| 1     | Серена Уильямс |          | 0–6, 2–6         | 6–1, 6–1 | 6–4, 6–4         | 2-1   | 4-2  | 26-22 | 2     |
| 4     | Симона Халеп   | 6–0, 6–2 |                  | 6–2, 6–3 | 6–7(7), 6–3, 3–6 | 2-1   | 5-2  | 39-23 | 1     |
| 5     | Эжени Бушар    | 1–6, 1–6 | 2–6, 3–6         |          | 1–6, 3–6         | 0-3   | 0-6  | 22-36 | 4     |
| 7     | Ана Иванович   | 4–6, 4–6 | 7–6(7), 3–6, 6–3 | 6–1, 6–3 |                  | 2-1   | 4-3  | 36-31 | 3     |

#### Белая группа
| Посев | Теннисистка         | Шарапова            | Квитова  | Радваньская      | Возняцки            | Матчи | Сеты | Геймы | Место |
| ----- | ------------------- | ------------------- | -------- | ---------------- | ------------------- | ----- | ---- | ----- | ----- |
| 2     | Мария Шарапова      |                     | 3–6, 2–6 | 7–5, 6–7(4), 6–2 | 6–7(4), 7–6(5), 2–6 | 1-2   | 3-5  | 39-45 | 3     |
| 3     | Петра Квитова       | 6–3, 6–2            |          | 2–6, 3–6         | 2–6, 3–6            | 1-2   | 2-4  | 22-29 | 4     |
| 6     | Агнешка Радваньская | 5–7, 7–6(4), 2–6    | 6–2, 6–3 |                  | 5–7, 3–6            | 1-2   | 3-4  | 34-37 | 2     |
| 8     | Каролина Возняцки   | 7–6(4), 6–7(5), 6–2 | 6–2, 6–3 | 7–5, 6–3         |                     | 3-0   | 6-1  | 44-28 | 1     |

При равенстве числа побед между тремя участницами выше стоит та, кто выиграла большее число сетов, из проведённых ей. При равенстве этого показателя выбирают лучшую по числу выигранных геймов, в соотношении от проведённых ей.